# Cyrtauchenius vittatus
Cyrtauchenius vittatus är en spindelart som beskrevs av Simon 1881. Cyrtauchenius vittatus ingår i släktet Cyrtauchenius och familjen Cyrtaucheniidae.
Artens utbredningsområde är Algeriet. Inga underarter finns listade i Catalogue of Life.